# エミリオ・チャレス・ジュニア
エミリオ・チャレス・ジュニア（Emilio Charles, Jr.）のリングネームで知られるセルジオ・エミリオ・チャレス・ガルドューニョ（Sergio Emilio Charles Garduño、1956年10月12日 - 2012年12月28日）は、メキシコ・ヌエボ・レオン州モンテレイ出身のプロレスラー。

## 来歴
エミリオ・チャレスの実子で1980年2月にハリスコ州グアダラハラでデビュー。1980年代はEMLLなどでトニー・エース、ベルカーノで「ロス・デストラクトレス」を結成。1988年1月31日には「ロス・デストラクトレス」でピラタ・モルガン、ジェリー・エストラーダ、オンブレ・バラ組を破りナショナルトリオ王座を奪取。7月17日にはアトランティスを破りNWA世界ミドル級王座を奪取。以降アトランティスとは同年9月までNWA世界ミドル級王座のベルト賭けて死闘を繰り返す。
1990年代はショッカー、スコルピオ・ジュニア等で「ロス・ガポス」（のちにメンバーの入れ替えて「タリバネス」と改称）を結成。8月30日にハビアー・クルーズを破りナショナルミドル級王座奪取。1993年5月12日にはエル・ダンディを破りCMLL世界ミドル級王座を奪取。1995年3月31日にCMLL世界トリオ王座奪取（以降1997年3月にも同ベルト奪取）。1996年には新日本プロレスのベスト・オブ・ザ・スーパージュニアにエントリー。1997年8月29日にCMLL世界タッグチーム王者決定トーナメントで決勝でドクトル・ワグナー・ジュニアと組んでザ・ヘッドハンターズを破り優勝しベルト奪取。2001年3月18日にリンゴ・メンドーサを破り再びCMLL世界ミドル級王座を奪取。
日本では1992年2月SWSに参戦している。晩年はIWRGを主戦場にした。
2012年12月28日、腎不全のために死去。56歳没。

## 得意技
- フライングスプラッシュ
- ラリアット
- ドロップキック

## 獲得タイトル
- CMLL世界ミドル王座
- CMLL世界タッグチーム王座：2回（w / ドクトル・ワグナー・ジュニア）
- CMLL世界トリオ王座：2回（w / サングレ・チカナ&ベスティア・サルバヘ→エル・サタニコ&レイ・ブカネロ）
- メキシコナショナルミドル級王座
- メキシコナショナルトリオ王座
- NWA世界ミドル級王座
- 連邦区ヘビー級王座